# 1124
| 1124               |
| ------------------ |
| Dødsfald - Fødsler |
|                    |

| Gregoriansk kalender | 1124 MCXXIV             |
| Ab urbe condita      | 1877                    |
| Armensk kalender     | 573 ԹՎ ՇՀԳ              |
| Kinesiske kalender   | 3820 – 3821 癸卯 – 甲辰 |
| Etiopisk kalender    | 1116 – 1117             |
| Jødisk kalender      | 4884 – 4885             |
| Hindukalendere       |                         |
| - Vikram Samvat      | 1179 – 1180             |
| - Shaka Samvat       | 1046 – 1047             |
| - Kali Yuga          | 4225 – 4226             |
| Iransk kalender      | 502 – 503               |
| Islamisk kalender    | 518 – 519               |

Konge i Danmark: Niels 1104-1134
Se også 1124 (tal)

## Begivenheder
- 21. december - Pave Honorius II efterfølger Calixtus II, indtil sin død i 1130.
- Det tungusiske folk Juchen fordriver de mongolske khitaner (Liaodynastiet: 916-1124) fra Kina og skaber qarakhitaistaten i Semirechje.

## Født
- Jón Loftsson, Snorri Sturlusons fosterfar (død 1197).

## Dødsfald
- 23. april - Alexander 1. af Skotland fra 1107 dør og efterfølges af sin bror David 1. (født ca. 1078).
- 13. december - Pave Calixtus II fra 1119 dør og efterfølges af Honorius II (født ca. 1060).